# مار بندجورابی
مار بندجورابی (نام علمی: Thamnophis) نام یک سرده از تیره قمچه‌ماران است. این مار، زنده زا و بدون زهر است ، که منبع زهر خود رابصورت دیگری تهیه میکند ; تغذیه این مار از سمندر آبی و ذخیره سم در کبد باعث سمی شدن مار و دور شدن شکارچیانش میشود .
مار بندجورابی نام رایج برای مارهای کوچک تا متوسط‌جثه‌ای است که به سردهٔ Thamnophis در تیرهٔ قمچه‌ای‌سانان (Colubridae) تعلق دارند. این مارها بومی آمریکای شمالی و آمریکای مرکزی هستند و از مرکز کانادا در شمال تا کاستاریکا در جنوب پراکنش دارند.
با حدود ۳۷ گونه و ۵۲ زیرگونه شناسایی‌شده، مارهای بندجورابی از نظر ظاهر تنوع بالایی دارند. به‌طور کلی، چشمان گرد و درشت با مردمک گرد، بدن باریک، فلس شیار‌دار (برجسته‌شکل) و الگویی از نوارهای طولی دارند که ممکن است همراه با خال باشد یا نباشد (برخی گونه‌ها اصلاً نوار ندارند). در برخی زیرگونه‌ها، نوارها به رنگ آبی، زرد یا قرمز با پشت سیاه و بخش شکمی به رنگ بژ یا قهوه‌ای روشن دیده می‌شوند. طول کل بدن آن‌ها نیز بسیار متغیر است و از ۱۸ تا گزارش شده است.
هیچ اجماع علمی قطعی دربارهٔ رده‌بندی گونه‌های Thamnophis وجود ندارد و اختلاف‌نظر بین رده‌بندی‌گران و منابع گوناگون (مانند راهنمای میدانی) رایج است. برای نمونه، در مورد اینکه آیا دو نوع خاص از این مارها گونهٔ جداگانه یا زیرگونه‌ای از یک گونه هستند، اختلاف وجود دارد. مارهای بندجورابی با سردهٔ Nerodia (مارهای آبی) خویشاوندی نزدیکی دارند و برخی گونه‌ها بین این دو سرده جابه‌جا شده‌اند.
از آن‌جا که مارهای بندجورابی می‌توانند سموم شکار دوزیست خود را در کبد ذخیره کنند، از معدود گونه‌های مار در جهان هستند که می‌توانند هم سمی (venomous) و هم زهرآگین (poisonous) باشند.

## رده‌بندی
نخستین مار بندجورابی که به‌طور علمی توصیف شد، مار بندجورابی شرقی (اکنون Thamnophis sirtalis sirtalis) بود که کارل لینه در ۱۷۵۸ معرفی کرد. سردهٔ Thamnophis را لئوپولد فیتسینگر در سال ۱۸۴۳ برای مارهای بندجورابی و مارهای روبان توصیف کرد. بسیاری از مارهایی که پیش‌تر در سرده یا گونهٔ جداگانه قرار داشتند، اکنون به‌عنوان گونه یا زیرگونه در Thamnophis طبقه‌بندی شده‌اند. پایگاه داده خزندگان هم‌اکنون ۳۷ گونه را در این سرده به‌رسمیت می‌شناسد که برخی چند زیرگونه دارند.

## پراکنش و زیستگاه
مارهای این سرده بومی آمریکای شمالی و آمریکای مرکزی هستند و در تمام ایالات متحده قاره‌ای و همهٔ استان‌های کانادا یافت می‌شوند. این مارها از دشت‌های زیرشمالگانی غرب‌مرکزی کانادا تا انتاریو و کبک در شرق، از سواحل اقیانوس اطلس تا فلوریدا و از جنوب و مرکز ایالات متحده تا مناطق خشک جنوب‌غربی و مکزیک، گواتمالا و جنوب کاستاریکا پراکنده‌اند.
مار بندجورابی در اصل بومی جزیرهٔ نیوفاندلند در شرق کانادا نبوده، اما از دست‌کم سال ۲۰۱۰ به‌طور طبیعی در آن‌جا زادآوری کرده و به‌تدریج گسترش یافته است. منشأ ورود آن‌ها به این جزیره نامشخص است، اما احتمالاً به‌طور تصادفی با حمل علوفه یا به‌عنوان حیوان خانگی فراری وارد شده‌اند.
پراکنش گستردهٔ این مارها ناشی از رژیم غذایی متنوع و سازگاری آن‌ها با زیستگاه‌های گوناگون و نزدیکی متفاوت به آب است. با این حال، در غرب آمریکای شمالی این مارها بیش‌تر آبزی‌اند تا در شرق. آن‌ها در زیستگاه‌های متنوعی از جنگل و بیشه تا چمنزار و باغچه زندگی می‌کنند، ولی هرگز از منابع آب دور نیستند و اغلب در کنار تالاب‌ها، جویبارها یا برکه‌ها یافت می‌شوند.

## رفتار

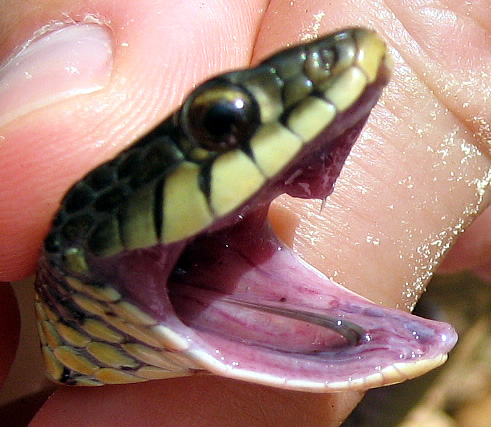
دندان عقبی یک مار بندجورابی

مارهای بندجورابی سامانهٔ ارتباطی شیمیایی پیچیده‌ای بر پایهٔ فرمون دارند. آن‌ها می‌توانند با دنبال‌کردن رد بوی فرومونی، مارهای دیگر را پیدا کنند. فرومون‌های پوستی نر و ماده به‌اندازه‌ای متفاوت‌اند که به‌راحتی قابل تشخیص هستند. با این حال، مارهای بندجورابی نر گاهی هم فرومون نر و هم ماده را تولید می‌کنند. در فصل جفت‌گیری، این توانایی سایر نرها را فریب می‌دهد تا تلاش کنند با آن‌ها جفت‌گیری کنند. این رفتار باعث انتقال گرما به آن‌ها در پدیدهٔ گرمادزدی می‌شود که به‌ویژه پس از خواب زمستانی، مزیتی برای فعال‌تر شدن آن‌هاست. نرهایی که هر دو نوع فرومون را ترشح می‌کنند، در توپ جفت‌گیری که در آن چندین نر به دور ماده‌ها جمع می‌شوند، جفت‌گیری‌های بیشتری نسبت به نرهای عادی دارند. یک بار زایمان این مارها می‌تواند تا ۵۷ نوزاد داشته باشد.
مارهای بندجورابی برای ارتباط از اندام بویایی یاكوبسونی استفاده می‌کنند و با حرکات زبان، سرنخ‌های شیمیایی محیط را جمع‌آوری می‌کنند. وقتی این مولکول‌ها وارد لومن این اندام شوند، با سلول‌های حسی متصل به بافت عصبی این اندام تماس پیدا می‌کنند.
در صورت تهدید، مار بندجورابی ممکن است جمع شده و حمله کند، اما معمولاً سر خود را پنهان کرده و دمش را تکان می‌دهد. این مارها همچنین ترشحی بدبو و مُشک‌مانند از غده‌ای نزدیک کلوآک آزاد می‌کنند. این ترشح شامل هفت ترکیب فرّار با بوی بسیار قوی است: اسید استیک، اسید پروپانوئیک، اسید ۲-متیل‌پروپانوئیک، اسید بوتانوئیک، اسید ۳-متیل‌بوتانوئیک، تری‌متیل‌آمین و ۲-پیپریدون. آن‌ها از این روش‌ها برای فرار از شکارچیان استفاده می‌کنند و گاهی به آب می‌خزند تا از دست شکارچیان زمینی بگریزند. شاهین‌ها، کلاغ‌ها، حواصیل سفید، حواصیل، درنا، راکون‌ها، شنگ‌ها و گونه‌های دیگر مار (مانند مار مرجانی و شاه‌مار) از شکارچیان آن‌ها هستند و حتی حشره‌خواران و قورباغه‌ها نوزادانشان را می‌خورند.
مار بندجورابی مانند همهٔ خزندهها دگرگرم‌خون است و برای تنظیم دمای بدن خود در آفتاب می‌خوابد. در دورهٔ بی‌حرکتی زمستانه خزندگان، معمولاً در مکان‌های بزرگ و اشتراکی به نام کمون زمستانه تجمع می‌کنند و برای خواب زمستانی مسافت‌های زیادی را مهاجرت می‌کنند.

### رفتار اجتماعی
یک مطالعهٔ بلندمدت توسط وزارت ترابری انتاریو دربارهٔ رفتار اجتماعی مار بندجورابی باتلر نشان داده که این مارها برخلاف تصور پیشین، رفتاری اجتماعی دارند و گروه‌های مشخصی تشکیل می‌دهند. این مطالعه که در زمینی به مساحت ۲۵۰ هکتار نزدیک ویندسور، کانادا انجام شد، بیش از ۳۰۰۰ مار را طی ۱۲ سال ردیابی کرد. نتایج نشان داد که این مارها به‌طور تصادفی حرکت نمی‌کنند، بلکه تمایل دارند با گروه‌های خاصی از مارها معاشرت کنند. این گروه‌ها معمولاً شامل سه تا چهار فرد هستند، هرچند برخی گروه‌های بزرگ‌تر تا ۴۶ مار نیز گزارش شده‌اند.

### تغذیه

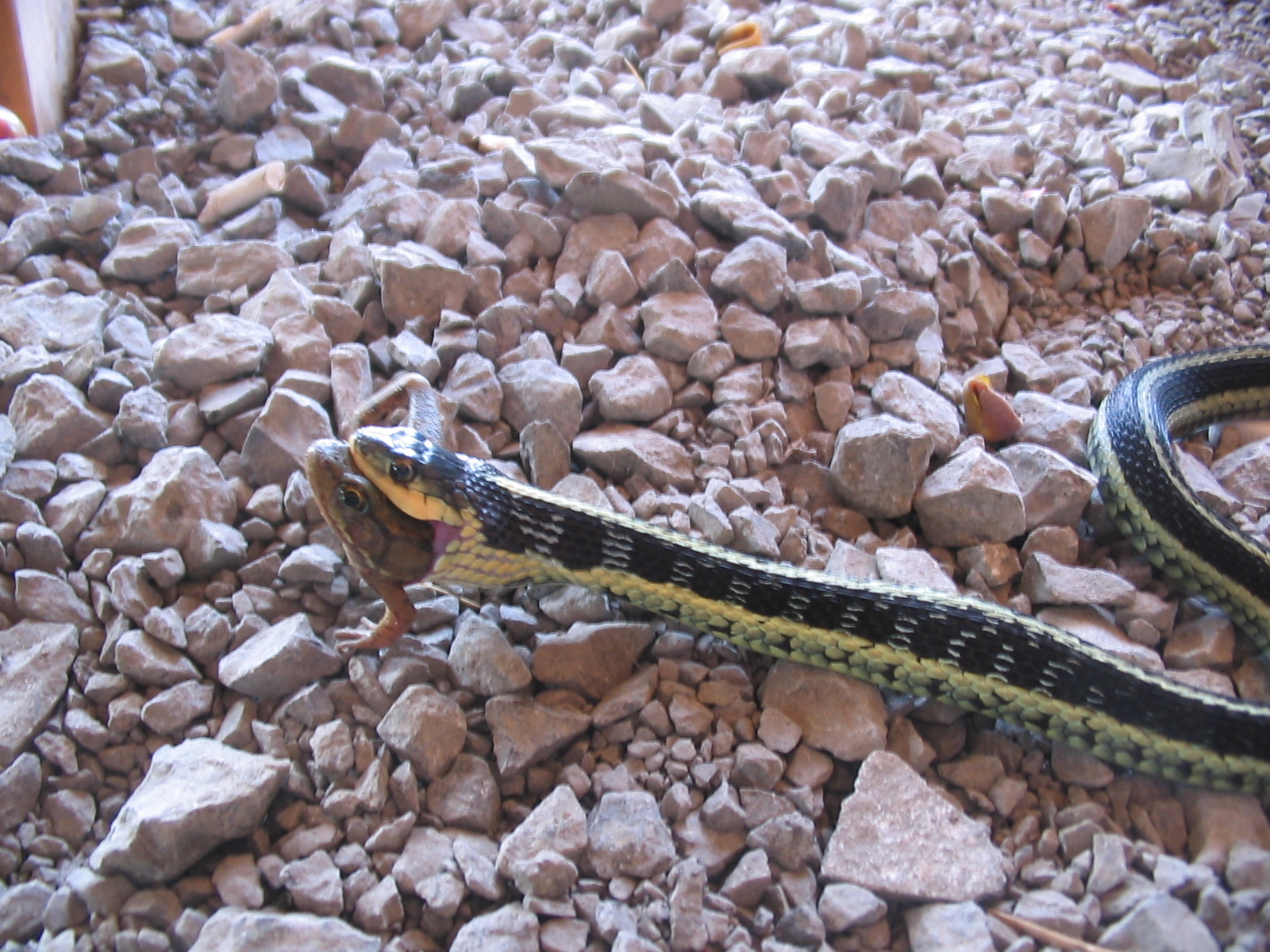
خوردن یک قورباغه

مار بندجورابی مانند همهٔ مارها گوشت‌خوار است و تقریباً هر موجودی را که بتواند بر آن غلبه کند، می‌خورد: لیسه‌ها، کرم خاکی (گونهٔ کرم شب‌رو، چون کرم قرمز برای آن‌ها سمی است)، زالوها، مارمولک‌ها، دوزیستان (از جمله تخم قورباغه‌ها)، سیاه‌ماهی‌ها و جوندگان. در نزدیکی آب، از جانوران آبزی نیز تغذیه می‌کنند. گونهٔ مار بندجورابی روبانی (Thamnophis saurita) به‌ویژه قورباغه‌ها (از جمله دودگرک) را ترجیح می‌دهد و با وجود دفاع شیمیایی قوی آن‌ها، به‌راحتی می‌خورد. غذا به‌طور کامل بلعیده می‌شود. این مارها اغلب خود را با هر طعمه‌ای که بیابند و هر زمان که بیابند، وفق می‌دهند؛ زیرا ممکن است غذا کمیاب یا فراوان باشد. اگرچه بیشتر از جانوران زنده تغذیه می‌کنند، گاهی تخم‌ها را نیز می‌خورند.

### زهر
برای مدت طولانی تصور می‌شد که مارهای بندجورابی بی‌زهر هستند، اما کشفیات اوایل دههٔ ۲۰۰۰ نشان داد که آن‌ها زهری عصبی‌سم تولید می‌کنند. با این حال، این مارها به‌دلیل تولید مقدار اندکی زهر نسبتاً خفیف و نداشتن ابزار کارآمد برای تزریق آن، نمی‌توانند به انسان آسیب جدی برسانند یا او را بکشند. در برخی موارد، کمی تورم و کبودی گزارش شده است. این مارها دندان‌های عقبی بزرگ‌تری دارند اما لثه‌های آن‌ها به‌طور قابل‌توجهی بزرگ‌تر است و ترشحات غده دوورنوا فقط کمی سمی هستند.
شواهد نشان می‌دهد که جمعیت‌های مار بندجورابی و سمندر دارای پیوند تکاملی در سطح مقاومت به تترودوتوکسین هستند و این موضوع بیانگر هم‌تکامل میان شکارچی و شکار است. مارهای بندجورابی که از سمندرهای سمی تغذیه می‌کنند، می‌توانند این سموم را برای هفته‌ها در کبد خود ذخیره کنند و بدین ترتیب هم سمی (venomous) و هم زهرآگین (poisonous) باشند.

## وضعیت حفاظتی

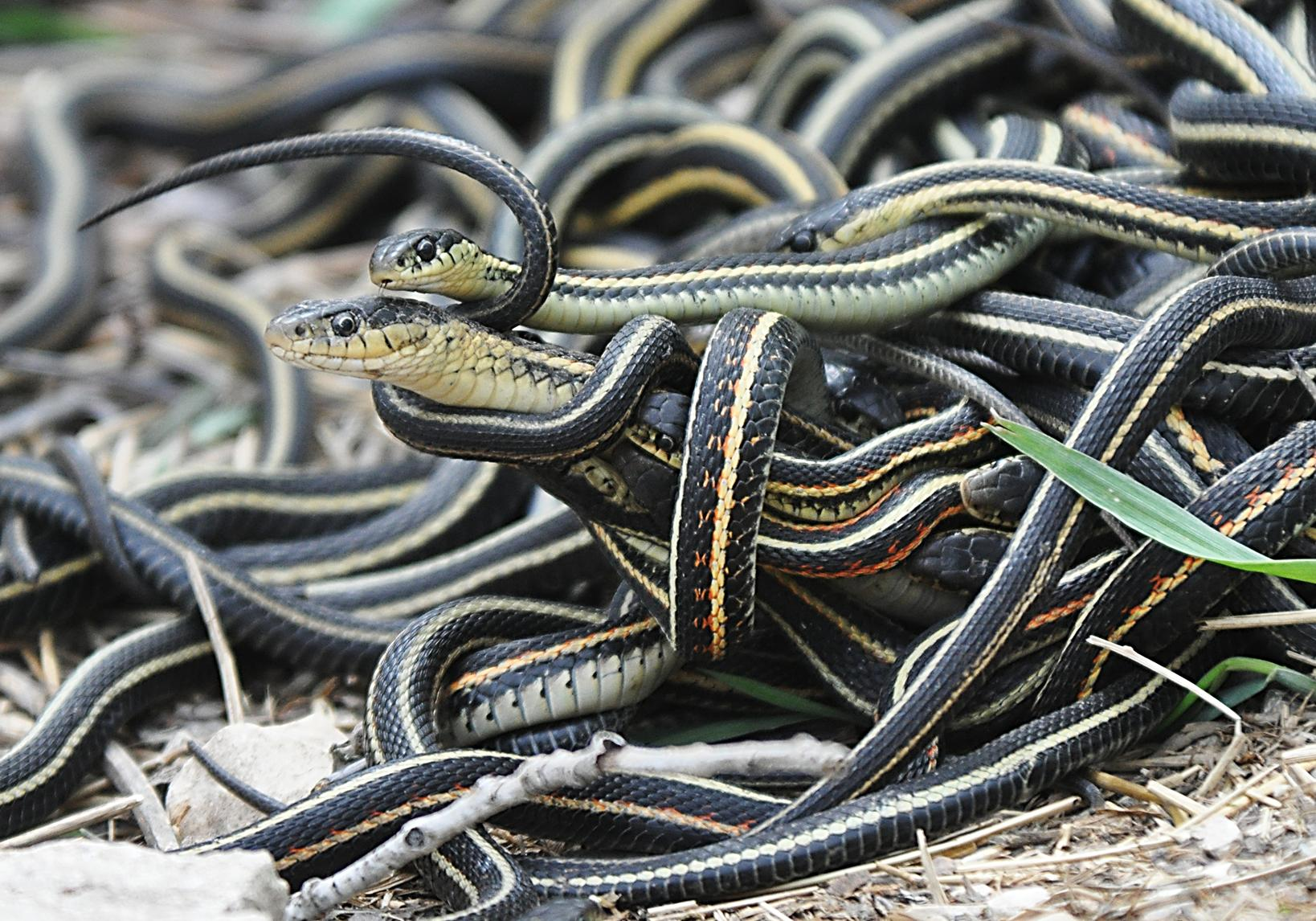
توپ جفت‌گیری

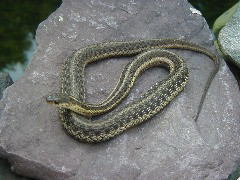
یک مار بندجورابی جوان

با وجود کاهش جمعیت این مارها به‌دلیل جمع‌آوری به‌عنوان حیوان خانگی (به‌ویژه در مناطق شمالی که گروه‌های بزرگی در محل‌های خواب زمستانی جمع‌آوری می‌شوند)، آلودگی مناطق آبی و ورود وزغ گاوی آمریکایی به‌عنوان شکارچی بالقوه، مارهای بندجورابی هنوز از رایج‌ترین خزندگان در بخش بزرگی از گسترهٔ زیستی خود هستند. با این حال، مار بندجورابی سان‌فرانسیسکو (Thamnophis sirtalis tetrataenia) از سال ۱۹۶۹ در فهرست گونه‌های در معرض خطر قرار دارد. شکارگری خرچنگ آب شیرین نیز در کاهش جمعیت مار بندجورابی سر باریک (Thamnophis rufipunctatus) نقش داشته است. پرورش‌دهندگان بسیاری تمام گونه‌های مار بندجورابی را تکثیر کرده‌اند و این موضوع باعث محبوبیت آن‌ها شده است.